# Radka Stupková
Radka Stupková (ur. 6 maja 1962 w Pradze) – czeska aktorka telewizyjna, filmowa i dubbingowa.
Urodziła się w Pradze. W latach 1977–1983 kształciła się w praskim konserwatorium na wydziale muzyczno-dramatycznym.
W trakcie swojej kariery była związana z Teatrem na Vinohradach i teatrem Semafor. Później zaczęła pracować w dubbingu, została m.in. czeskim głosem Julii Ormond i Nastassji Kinski. Zajmowała się także prowadzeniem programów telewizyjnych, była m.in. prezenterką programu Písničky z obrazovky.

## Filmografia
- 1978: Leť, ptáku, leť!
- 1979: V pozdním dešti
- 1979: Smrt stopařek
- 1981: Víkend bez rodičů
- 1984: Prodavač humoru
- 1984: Láska z pasáže
- 1986: Není sirotek jako sirotek
- 1986: Mladé víno
- 1987: Devět kruhů pekla
- 1988: Lékaři
- 1989: Divoká srdce
- 1991: Discopříběh 2
- 1997: Byl jednou jeden polda II. – Major Maisner opět zasahuje!
- 1998: Čas dluhů
- 2001: Mach, Šebestová a kouzelné sluchátko
- 2001: Jak ukrást Dagmaru
- 2005: Živnostník
- 2011: Anděl